# Thanh Hải, Chũ
Thanh Hải là một phường thuộc thị xã Chũ, tỉnh Bắc Giang, Việt Nam.

## Địa lý
Phường Thanh Hải có vị trí địa lý:
- Phía đông giáp phường Hồng Giang và huyện Lục Ngạn
- Phía tây giáp phường Trù Hựu và xã Kiên Thành
- Phía nam giáp phường Chũ
- Phía bắc giáp huyện Lục Ngạn.

Xã Thanh Hải có diện tích 17,09 km², dân số năm 2023 là 17.413 người, mật độ dân số đạt 1.018 người/km².

## Hành chính
Phường Thanh Hải được chia thành 30 tổ dân phố: Bãi Dài Cẩm Hòa, Bồng 1, Bồng 2, Bừng Núi, Bừng Rồng, Bừng Ruộng, Cầu Đền, Cẩm Định Cẩm Sơn, Công Ty, Đồi Đỏ Cẩm Vũ, Đồng Tuấn, Đức Chính, Giáp Hạ, Giáp Thượng, Giáp Trung, Hà Thanh, Hồ Quế, Kim Thạch, Lai Cách, Lò Gạch, Phố Xã, Quý Thượng, Tân Giáp, Tân Trường, Thanh Bình, Trại Giữa, Trại Na, Vàng, Xẻ Cũ, Xẻ Mới.

## Lịch sử
Trước năm 1945, địa bàn xã Thanh Hải thuộc 3 xã: Xuân Trì, Phục Lạp, Hữu Bằng.
Giữa năm 1946, thành lập xã Phương Sơn thuộc châu Sơn Động trên cơ sở 4 xã: Hả Hộ, Hồ Đức, Phục Lạp, Xuân Trì.
Năm 1948, chia xã Phương Sơn thành xã Hồng Giang và xã Thanh Sơn.
Ngày 27 tháng 10 năm 1962, Quốc hội ban hành Nghị quyết về việc thành lập tỉnh Hà Bắc trên cơ sở tỉnh Bắc Giang và tỉnh Bắc Ninh. Khi đó, xã Thanh Sơn thuộc huyện Lục Ngạn, tỉnh Hà Bắc.
Năm 1971, đổi tên xã Thanh Sơn đổi tên thành xã Thanh Hải.
Xã Thanh Hải có 39 thôn: Bãi Dài, Bồng 1, Bồng 2, Bừng Núi, Bừng Rồng, Bừng Ruộng, Cầu Đền, Cẩm Định, Cẩm Hòa, Cẩm Sơn, Cẩm Vũ, Công Ty, Đồi Đỏ, Đồng Tuấn, Đức Chính, Giáp Hạ 1, Giáp Hạ 2, Giáp Hạ 3, Giáp Thượng, Giáp Trung, Hà Thanh, Hồ Quế, Khuân Rẽo, Khuân Yên, Kim Thạch, Lai Cách, Lò Gạch, Lòng Hồ, Phố Xã, Quý Thượng, Tân Giáp, Tân Trường, Thanh Bình, Trại Giữa, Trại Na, Vàng 1, Vàng 2, Xẻ Cũ, Xẻ Mới.
Ngày 6 tháng 11 năm 1996, Quốc hội ban hành Nghị quyết về việc chia tỉnh Hà Bắc thành tỉnh Bắc Giang và tỉnh Bắc Ninh. Khi đó, xã Thanh Hải thuộc huyện Lục Ngạn, tỉnh Bắc Giang.
Ngày 11 tháng 12 năm 2019, HĐND tỉnh Bắc Giang ban hành Nghị quyết số 44/NQ-HĐND về việc:
- Sáp nhập thôn Khuân Yên vào thôn Bừng Rồng.
- Thành lập thôn Bãi Dài Cẩm Hòa trên cơ sở thôn Bãi Dài và thôn Cẩm Hòa.
- Thành lập thôn Cẩm Định Cẩm Sơn trên cơ sở thôn Cẩm Định và thôn Cẩm Sơn.
- Thành lập thôn Đồi Đỏ Cẩm Vũ trên cơ sở thôn Đồi Đỏ và thôn Cẩm Vũ.
- Thành lập thôn Giáp Hạ trên cơ sở 3 thôn: Giáp Hạ 1, Giáp Hạ 2, Giáp Hạ 3.
- Thành lập Thôn Vàng trên cơ sở thôn Vàng 1 và thôn Vàng 2.

Xã Thanh Hải có 32 thôn: Bãi Dài Cẩm Hòa, Bồng 1, Bồng 2, Bừng Núi, Bừng Rồng, Bừng Ruộng, Cầu Đền, Cẩm Định Cẩm Sơn, Công Ty, Đồi Đỏ Cẩm Vũ, Đồng Tuấn, Đức Chính, Giáp Hạ, Giáp Thượng, Giáp Trung, Hà Thanh, Hồ Quế, Khuân Rẽo, Kim Thạch, Lai Cách, Lò Gạch, Lòng Hồ, Phố Xã, Quý Thượng, Tân Giáp, Tân Trường, Thanh Bình, Trại Giữa, Trại Na, Vàng, Xẻ Cũ, Xẻ Mới.
Ngày 9 tháng 12 năm 2020, HĐND tỉnh Bắc Giang ban hành Nghị quyết số 53/NQ-HĐND về việc sáp nhập thôn Lòng Hồ vào thôn Khuân Rẽo.
Xã Thanh Hải có 31 thôn: Bãi Dài Cẩm Hòa, Bồng 1, Bồng 2, Bừng Núi, Bừng Rồng, Bừng Ruộng, Cầu Đền, Cẩm Định Cẩm Sơn, Công Ty, Đồi Đỏ Cẩm Vũ, Đồng Tuấn, Đức Chính, Giáp Hạ, Giáp Thượng, Giáp Trung, Hà Thanh, Hồ Quế, Khuân Rẽo, Kim Thạch, Lai Cách, Lò Gạch, Phố Xã, Quý Thượng, Tân Giáp, Tân Trường, Thanh Bình, Trại Giữa, Trại Na, Vàng, Xẻ Cũ, Xẻ Mới.
Tính đến ngày 31 tháng 12 năm 2023, xã Thanh Hải có 29,07 km² diện tích tự nhiên và quy mô dân số là 17.933 người.
Ngày 28 tháng 9 năm 2024, Ủy ban Thường vụ Quốc hội ban hành Nghị quyết số 1191/NQ-UBTVQH15 về việc sắp xếp đơn vị hành chính cấp huyện, cấp xã của tỉnh Bắc Giang giai đoạn 2023 – 2025 (nghị quyết có hiệu lực từ ngày 1 tháng 1 năm 2025). Theo đó:
- Điều chỉnh 11,98 km² diện tích tự nhiên và dân số là 520 người (toàn bộ thôn Khuân Rẽo) của xã Thanh Hải vào xã Biên Sơn.
- Sau điều chỉnh địa giới hành chính, xã Thanh Hải có diện tích tự nhiên 17,09 km² và quy mô dân số 17.413 người.
- Thành lập thị xã Chũ thuộc tỉnh Bắc Giang.
- Thành lập phường Thanh Hải thuộc thị xã Chũ trên cơ sở toàn bộ 17,09 km² diện tích tự nhiên và quy mô dân số là 17.413 người của xã Thanh Hải thuộc huyện Lục Ngạn.